# 골고타

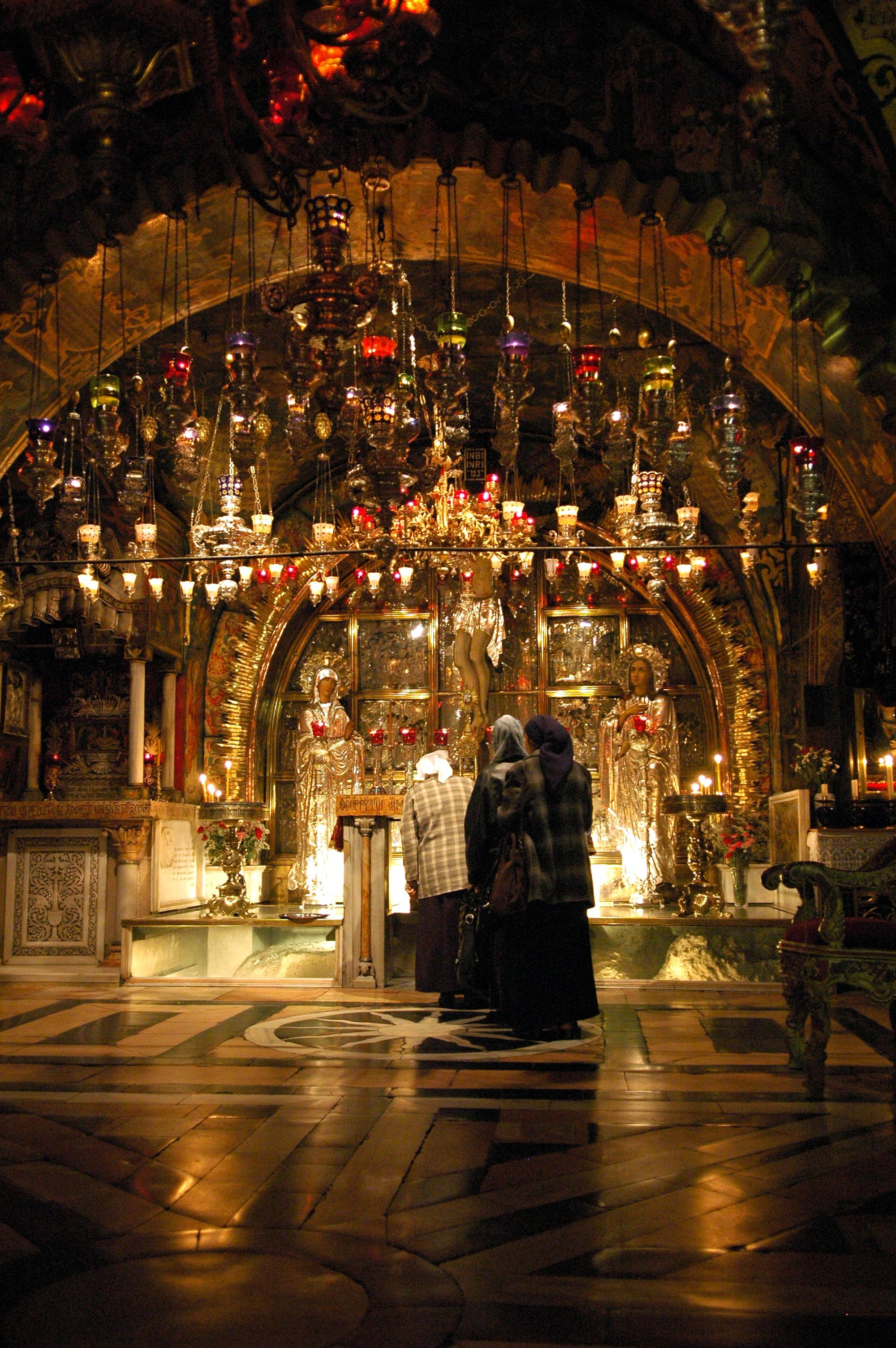
성묘교회 내부의 전통적인 골고타 유적

골고타(헬라어: Γολγοθᾶ Golgothâ) 혹은 갈보리(라틴어: Calvariae 또는 Calvariae locus)는 예루살렘 성벽 바로 바깥에 위치한 곳으로, 기독교의 네 가지 정경 복음서에 따르면 예수가 십자가에 못 박혀 처형된 장소이다.
적어도 중세 초기부터 이곳은 순례의 목적지가 되었다. 골고타의 정확한 위치는 전통적으로 여러 종파가 공유하는 성묘교회의 남쪽 예배당 중 하나 안에 있는 곳과 연관되어 있으며, 이곳은 로마 제국의 황후이자 콘스탄티누스 1세의 어머니인 플라비아 율리아 헬레나 아우구스타가 325년에 성지를 방문했을 때 확인한 장소라고 전해진다.
다른 위치들도 제안되어 왔다. 19세기에는 프로테스탄트 학자들이 전통적인 유적지에서 북쪽으로 약 500m 떨어진 그린 힐(현재 "해골 언덕")의 정원 무덤 근처에 다른 장소를 제안했으며, 역사학자 조안 테일러는 최근에 그곳에서 남동쪽으로 약 175m 떨어진 곳을 제안했다.

## 성경에서의 언급 및 명칭

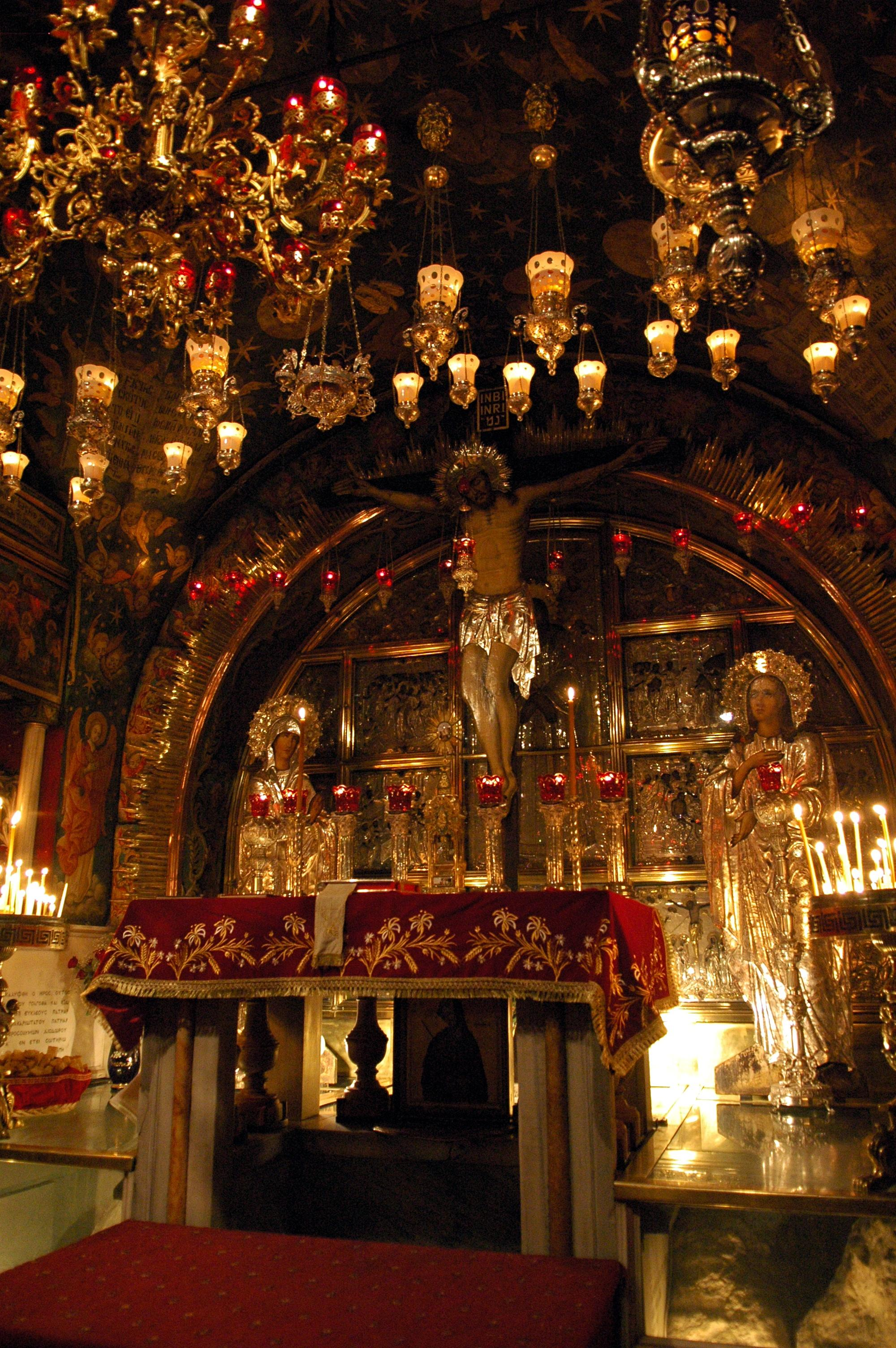
골고타의 전통적인 장소에 있는 제단

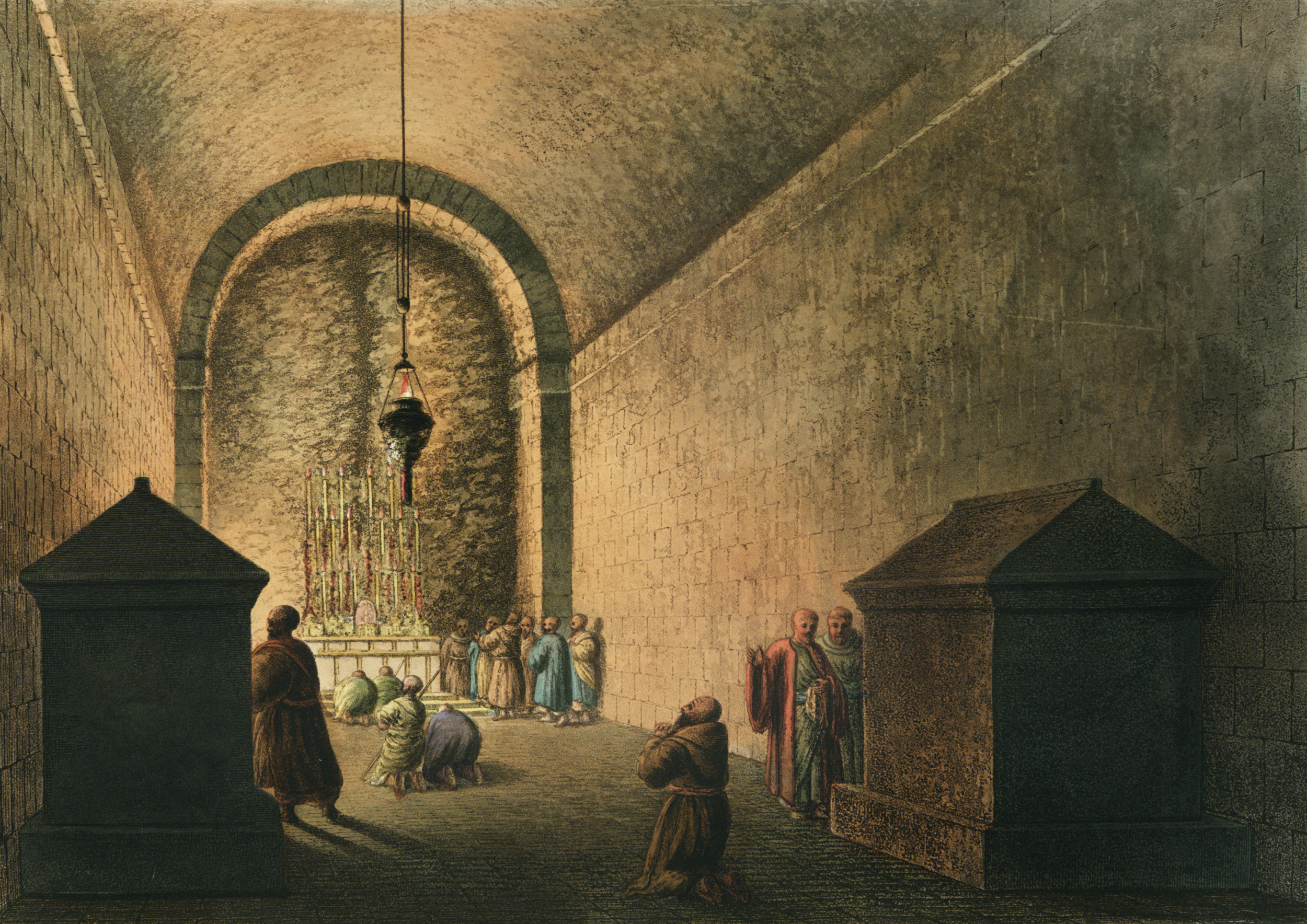
루이지 마이어가 그린 갈보리 산 예배당

영어 명칭인 갈보리(Calvary)와 골고타(Golgotha)는 히에로니무스가 마태복음 27장 33절, 마가복음 15장 22절, 누가복음 23장 33절, 요한의 복음서 19장 17절을 번역할 때 사용한 불가타 고대 라틴어 Calvariae, Calvariae locus 및 locum(모두 "해골의 장소" 또는 "해골"을 의미) 그리고 Golgotha에서 유래한다. 이 이름들의 변형은 적어도 10세기부터 영어에서 사용되었으며, 프랑스어(Calvaire), 스페인어와 이탈리아어(Calvario), 마르틴 루터 이전의 독일어(Calvarie), 폴란드어(Kalwaria), 크로아티아어(Kalvarija), 리투아니아어(Kalvarijos)를 포함한 대부분의 유럽 언어에서도 마찬가지이다. 1611년 킹 제임스 성경은 라틴어 형태를 직접 차용했으며, 위클리프와 다른 번역가들은 이를 Caluarie, Caluerie, Calueri와 같은 형태로 영어로 번역했으며, 이는 나중에 갈보리(Calvary)로 표준화되었다. 복음서는 골고타를 단순히 "장소"로만 언급하지만, 기독교 전통은 적어도 6세기부터 이 장소를 언덕이나 산으로 묘사해 왔다. 따라서 영어 찬송가와 문학에서는 종종 갈보리 산으로 언급되었다.
1769년 킹 제임스 성경의 해당 구절은 다음과 같다.
- 그들이 골고다라 하는 곳, 곧 해골의 곳에 이르매, 그들이 쓸개 탄 포도주를 그에게 주어 마시게 하려 하였으나, 그가 맛보고 마시려 하지 아니하니라. 그들이 그를 십자가에 못 박고, 제비 뽑아 그들의 옷을 나누었으니...[14]
- 그들이 예수를 골고다라 하는 곳으로 끌고 가니, 이는 번역하면 해골의 곳이라. 그들이 그에게 몰약을 탄 포도주를 주어 마시게 하려 하였으나, 그가 받지 아니하니라. 그들이 그를 십자가에 못 박고, 제비 뽑아 그들의 옷을 나누었으니, 각 사람이 무엇을 취할 것인가를 정함이라.[15]
- 그들이 갈보리라 하는 곳에 이르러, 거기서 예수를 십자가에 못 박고, 두 행악자도 그렇게 하니, 하나는 오른편에, 하나는 왼편에 있더라.[16]
- 그들이 예수를 맡으매 예수께서 자기 십자가를 지시고 해골(히브리 말로 골고다)이라 하는 곳으로 나가시니, 거기서 그들이 예수를 십자가에 못 박고, 다른 두 사람도 그와 함께 못 박으니, 하나는 이편에, 하나는 저편에 있고, 예수는 그 가운데 있더라.[17]

신약성경의 표준 코이네 그리스어 텍스트에서 해당 용어는 골고타(Golgothâ, Γολγοθᾶ), 골가탄(Golgathân, Γολγοθᾶν), 크라니우 토포스(kraníou tópos, κρανίου τόπος), 크라니우 토포스(Kraníou tópos, Κρανίου τόπος), 크라니온(Kraníon, Κρανίον), 크라니우 토폰(Kraníou tópon, Κρανίου τόπον)으로 나타난다. 골고타의 히브리어 등가어는 굴골렛(Gulgōleṯ, גֻּלְגֹּלֶת, "두개골")이 될 것이며, 궁극적으로 "굴러가다"를 의미하는 동사 갈랄(galal, גלל)에서 유래한다. 그러나 그리스어 본문에 보존된 형태는 실제로는 아람어 골골타(Golgolta)에 더 가깝다. 이는 사마리아어 민수기 1장 18절에서 인구 조사를 언급할 때도 나타나지만, 이 용어는 전통적으로 시리아어 가굴타(Gāgūlṯā, ܓܓܘܠܬܐ)에서 유래했다고 여겨진다. 라틴어 calvaria는 문맥에 따라 "해골" 또는 "그 해골"을 의미할 수 있으며, 수많은 영어 번역에서는 해당 구절을 "해골의 장소" 또는 "해골 장소"로 옮기지만, 이름의 그리스어 형태는 문법적으로 해골의 장소와 해골이라는 이름의 장소를 지칭한다.(그리스어 κρᾱνῐ́ον은 더 구체적으로 두개골의 윗부분인 머리뼈를 의미하지만, 고대부터 환유적으로 해골과 머리를 더 일반적으로 지칭하는 데 사용되었다.)
교부들은 이름과 그 기원에 대해 다양한 해석을 제시했다. 히에로니무스는 이곳을 참수형 집행 장소(locum decollatorum)로 보았고, 위(僞) 테르툴리아누스는 머리를 닮은 장소로 묘사하며, 오리게네스는 아담의 해골에 관한 전설과 연관시켰다. 아담의 매장된 해골은 외경적인 중세 전설에 나타나는데, 여기에는 『아라비아어 베드로의 계시록』, 『아담과 하와의 사탄과의 갈등』, 『보물의 동굴』, 9세기 알렉산드리아 총대주교 에우티키우스의 저작 등이 포함된다. 이 전설의 일반적인 형태는 셈과 멜기세덱이 노아의 방주가 쉬고 있던 아라라트산에서 아담의 시신을 찾아왔으며, 천사들의 인도로 골고타로 향했는데, 이곳은 지구의 중심에 있는 해골 모양의 언덕으로, 아담이 인간의 타락 이후 이전에 뱀의 머리를 짓밟았던 곳이다.
19세기에는 빌헬름 루트비히 크라프트가 이 이름들에 대한 대안적인 어원을 제시했는데, 이 장소가 실제로는 "골 고아타"로 알려져 있었다는 것이다.—그는 이를 "죽음의 더미" 또는 "처형의 언덕"으로 해석했으며—이후 "해골"을 뜻하는 유사한 소리의 셈족 언어와 민간어원적으로 연관되게 되었다. 제임스 퍼거슨은 이 "고아타"를 예레미야 31장 39절에서 예루살렘 근처의 장소로 언급된 고아(גֹּעָה)와 동일시했지만, 크라프트 자신은 그 위치를 요세푸스의 별개의 겐나트(Γεννάθ), 즉 성전산 서쪽의 "정원 문"과 동일시했다.

## 위치
이 유적지의 위치에 대해서는 합의된 바가 없다. 요한의 복음서 19:20는 십자가 처형 장소를 "성읍 가까이"라고 묘사한다. 히브리인들에게 보낸 편지 13:12에 따르면, 이곳은 "성문 바깥"에 있었다. 마태복음 27:39와 마가복음 15:29는 모두 그 장소가 "지나가는 자들"에게 접근 가능했을 것이라고 언급한다. 따라서 십자가 처형 장소를 찾는 것은 기원후 70년 멸망 약 40년 전 예루살렘 시에서 주요 성문 바깥에 있으면서도 도시와 충분히 가까워 지나가는 사람들이 그를 볼 수 있을 뿐만 아니라 '나사렛 예수, 유대인의 왕'이라는 비문도 읽을 수 있었을 장소를 식별하는 것을 포함한다.

### 성묘교회
4세기 이후 기독교 전통은 현재 성묘교회 안에 있는 위치를 선호한다. 이 위치는 오늘날의 예루살렘 성벽 안쪽에 자리하고 있는데, 이 성벽은 구시가지를 둘러싸고 있으며 16세기에 오스만 제국에 의해 재건되었다. 성묘교회 전통적인 위치를 지지하는 사람들은 1세기 예루살렘이 16세기 도시와는 다른 모양과 크기를 가졌으며, 교회 부지는 기원후 70년 이전의 성벽 밖에 있었다는 점을 지적한다.
전통적인 유적지 옹호자들은 헤로데 아그리파(41–44년)가 새로 정착한 북쪽 지역을 둘러싸는 소위 제3의 성벽을 건설하면서 성묘교회 유적지가 도시 경계 안으로 들어오게 되었으며, 예수가 십자가에 못 박혔던 기원후 30년경에는 여전히 도시 바로 바깥에 있었을 것이라고 주장해왔다.
헨리 채드윅(2003)은 하드리아누스의 건축가들이 옛 도시를 재계획했을 때 "우연히 골고타를 새로운 도시 성벽 안으로 편입시켰다"고 주장했다.
2007년 예루살렘의 전 도시 고고학자이자 바르일란 대학교의 이스라엘 땅 연구 교수인 단 바하트는 "성묘교회 지역에서 1세기 유골 여섯 구가 발견되었다. 이는 이 장소가 의심할 여지 없이 도시 밖에 있었다는 의미이며..."라고 언급했다.

## 성묘교회

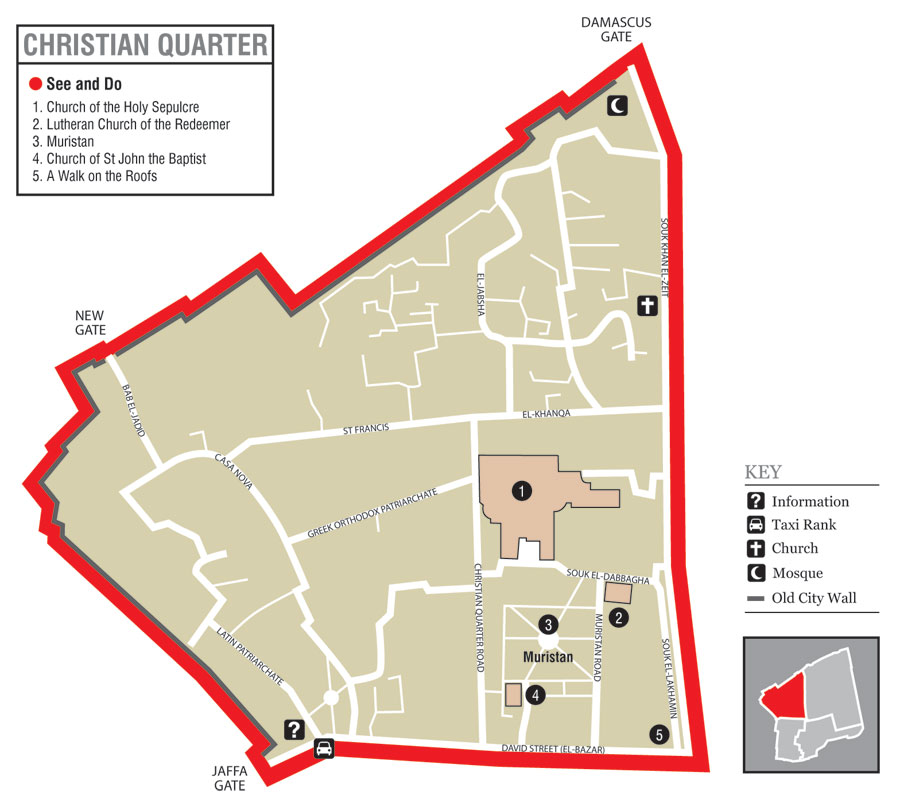
예루살렘 기독교 지구의 성묘교회(1)

골고타의 전통적인 위치는 325년 콘스탄티누스 1세의 어머니인 헬레나 황후가 확인한 것에서 유래한다. 헬레나는 약 45m도 안 되는 거리에 예수의 무덤 위치도 확인했으며, 성십자가를 발견했다고 주장했다. 그녀의 아들 콘스탄티누스는 그 후 전체 유적지 주변에 성묘교회를 지었다. 333년, 『보르도 순례기』의 저자는 동쪽에서 진입하며 그 결과를 다음과 같이 묘사했다.
왼편에는 주님께서 십자가에 못 박히신 갈고타라는 작은 언덕이 있다. 그곳에서 돌 던질 만큼 떨어진 곳에는 그의 시신이 안치되고 삼일째 되는 날 부활하신 지하 묘지(crypta)가 있다. 현재 그곳에는 콘스탄티누스 황제의 명령으로 놀랍도록 아름다운 바실리카, 즉 교회가 세워져 있다.

여러 고고학자들은 십자가 처형 장소로 교회 내의 다른 장소들을 제안했다. 나제니 가리비안 드 바르타반은 현재 매장된 콘스탄티누스 바실리카의 제단이 그 유적지 위에 세워졌다고 주장했다.

### 아프로디테 신전

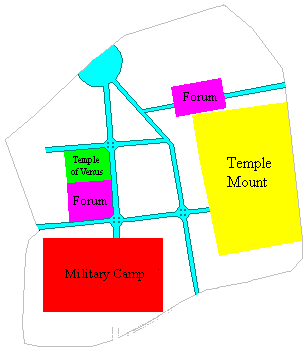
하드리아누스에 의해 재건된 예루살렘: 두 개의 주요 동서 도로와 두 개의 주요 남북 도로가 건설되었다.

헬레나가 확인하기 전, 이 장소는 아프로디테의 신전이었다. 콘스탄티누스의 건축은 이전 신전 부지의 대부분을 차지했고, 로톤다와 회랑(12세기 이후 현재의 카톨리콘과 갈보리 예배당으로 대체됨)은 신전 건물 자체와 대략 겹친다. 콘스탄티누스가 나머지 부지에 지은 바실리카 교회는 11세기 초에 파괴되어 재건되지 않았다. 기독교 전통은 이 장소가 원래 기독교 신앙심의 장소였으나, 하드리아누스가 기독교에 대한 증오심 때문에 의도적으로 이러한 기독교 유적지들을 매장하고 그 위에 자신의 신전을 세웠다고 주장한다.
확실히 하드리아누스 신전이 지어진 지 30년 후인  160c.
년경에 기독교인들이 그곳을 골고타 유적지와 연관시켰다는 증거가 있다. 2세기 중반 영향력 있는 감독인 사르데스의 멜리토는 그 장소를 "거리 한가운데, 도시 한가운데"라고 묘사했는데, 이는 2세기 중반 도시 내 하드리아누스 신전의 위치와 일치한다.
로마인들은 일반적으로 히포다무스식 격자형 도시 계획에 따라 도시를 건설했다. 즉, 남북 간선도로인 카르도(현재는 수크 칸 에즈 자이트)와 동서 간선도로인 데쿠마누스 막시무스(현재는 비아 돌로로사)가 그것이다. 포룸은 전통적으로 두 도로의 교차점에 위치하며, 주요 신전은 인접하게 지어졌다. 그러나 성전산과 서쪽 언덕에 주둔한 프레텐시스 제10군단으로 인해 하드리아누스 시대의 도시는 두 개의 카르도, 두 개의 데쿠마누스 막시무스, 두 개의 포룸, 그리고 여러 개의 신전을 가지고 있었다. 서쪽 포룸(현재의 무리스탄)은 서쪽 카르도와 현재 엘-바자르/다비드 거리의 교차점에 위치하며, 아프로디테 신전은 서쪽 카르도와 비아 돌로로사의 교차점에 인접해 있다. 북쪽 포룸은 성전산 북쪽에 위치하며, 비아 돌로로사와 동쪽 카르도(티로포에온)의 접합점에 있으며, 유피테르 신전에 인접하여 의도적으로 성전산 위에 세워졌다. 하드리아누스가 이교 신전으로 바꾼 또 다른 인기 있는 성지는 요한의 복음서 5장에서 언급될 수 있는 베데스다못으로, 그 위에 아스클레피오스와 세라피스 신전이 세워졌다. 콜로니아의 일반적인 배치에 비추어 볼 때 아프로디테 신전의 위치가 전적으로 의도치 않은 것일 수도 있지만, 하드리아누스는 전반적인 "로마화" 정책의 일환으로 예루살렘의 다른 성지들 위에 이교 신전들을 동시에 건설한 것으로 알려져 있다.
성묘교회 지하 발굴 조사에서는 아프로디테 신전이 여전히 존재하던 시기의 것으로 추정되는 기독교 순례자들의 낙서가 발견되었는데, 이는 초기 기독교의 흔한 상징물인 배와 "DOMINVS IVIMVS"(주님, 우리가 갔습니다)라는 글귀이다. 이는 초기 기독교인들이 골고타를 도시 바깥이 아닌 하드리아누스 시대 도시의 한가운데로 인식했다는 사르데스의 멜리토의 주장을 뒷받침할 수도 있다.

### 암벽

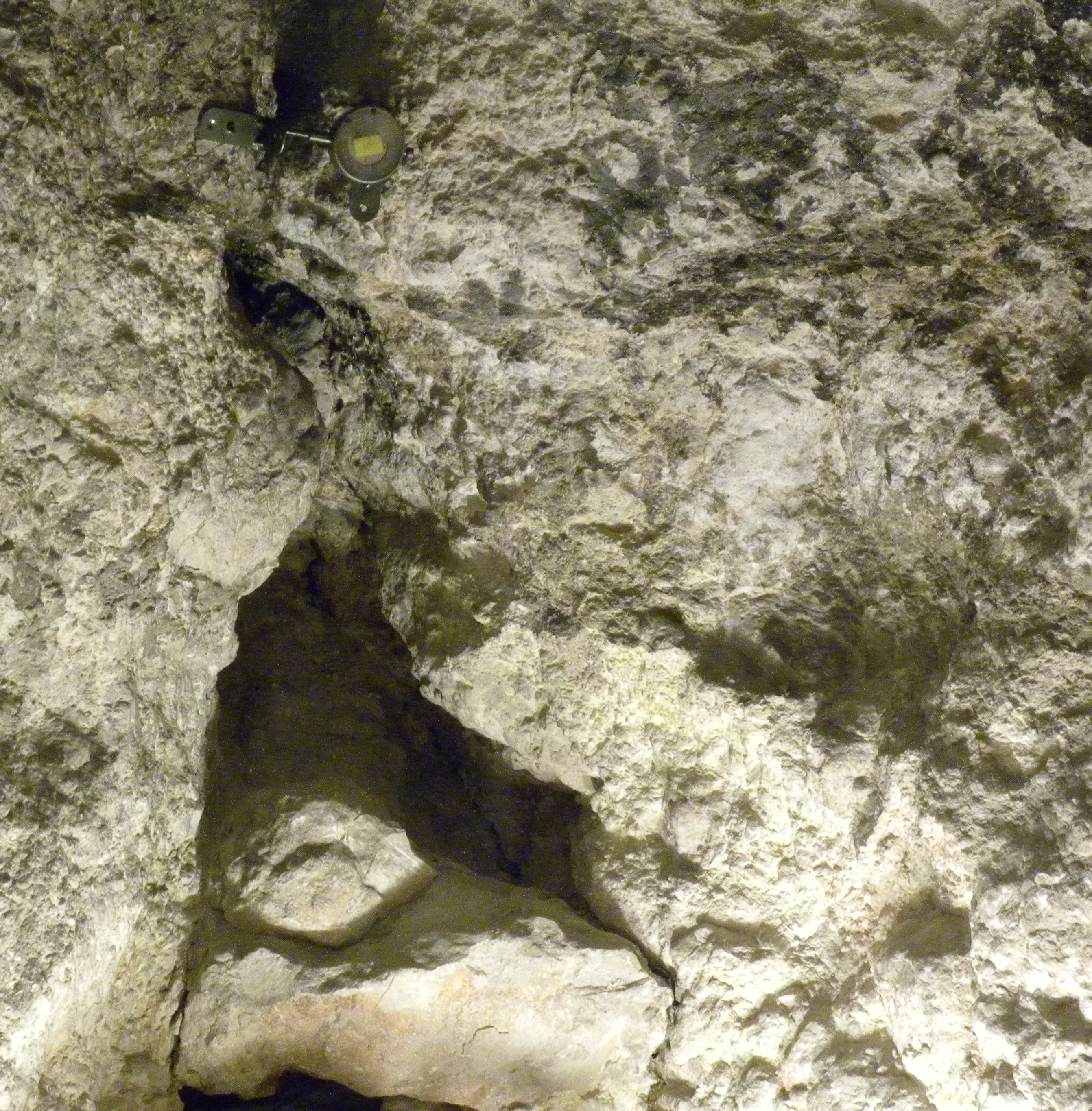
아담 예배당 아래에 있는 골고타의 자연석

1973년부터 1978년까지 성묘교회 내부와 인근 무리스탄 아래에서 복원 작업 및 발굴 조사가 진행되는 동안, 이 지역이 원래 흰색 멜레케 석회암을 채취하던 채석장이었음이 밝혀졌다. 성 헬레나 예배당 북동쪽에 남아 있는 채석장 일부는 현재 예배당 내부에서 허가를 받고 접근할 수 있다. 교회 안에는 길이 약 7m, 폭 3m, 높이 4.8m의 바위가 있는데, 전통적으로 이 바위가 골고타의 현재 보이는 유일한 부분으로 여겨진다. 교회의 구조상 갈보리 예배당은 이 바위의 상단부 약 30cm 정도를 포함하고 있으며, 나머지는 그 아래 예배당(아담의 무덤으로 알려짐)에 있다. 발굴에 참여했던 프란치스코회 사제이자 고고학자 비르길리오 카니오 코르보는 도시에서 이 작은 언덕(현재도 존재함)이 해골처럼 보였을 수 있다고 제안했다.
1986년 미술사학자 조지 라바스와 건축가 테오 미트로풀로스가 갈보리 예배당 바닥을 수리하던 중, 바위에 직경 11.5cm의 둥근 홈이 발견되었는데, 한쪽이 부분적으로 열려 있었다 (라바스는 열린 쪽이 수리 중 우발적인 손상 때문이라고 보았다). 이 홈의 연대는 불확실하며 하드리아누스의 아프로디테 신전 시기로 거슬러 올라갈 수 있지만, 라바스는 이 홈이 십자가 처형 장소였을 수 있다고 제안했다. 이 홈은 높이 2.5m까지의 나무 기둥을 지탱할 만큼 충분히 튼튼했을 것이기 때문이다. 같은 복원 작업에서 바위 표면에 균열이 발견되었는데, 이 균열은 아담 예배당까지 이어진다. 고고학자들은 이 균열이 채석장 작업자들이 바위의 결함을 발견한 결과라고 생각한다.
20세기 후반에 이루어진 유적지 발굴을 바탕으로 암벽의 윤곽에 대한 여러 재구축 시도가 있었다. 이 시도들은 종종 콘스탄티누스에게 어떻게 보였을지를 보여주려 한다. 그러나 로마 시대의 지면은 약 1.2–1.5m 낮았고, 이 유적지에는 하드리아누스의 아프로디테 신전이 있었기 때문에, 주변의 암벽 경사면 대부분은 콘스탄티누스가 이곳에 교회를 짓기 훨씬 전에 제거되었음에 틀림없다. 골고타 바위 자체의 높이 때문에 아프로디테 신전의 지면 위로 솟아올라 명확하게 보였을 것이다. 하드리아누스가 바위를 깎지 않은 이유는 불확실하지만, 비르길리오 카니오 코르보는 아프로디테 동상이 그 위에 놓여 있었을 것이라고 제안했으며, 이는 히에로니무스도 제안한 바 있다. 일부 고고학자들은 하드리아누스가 사용하기 전에는 이 암석 노두가 네페시 (유대인의 장례 기념물)였을 것이라고 제안했다.

### 콘스탄티누스 교회의 순례

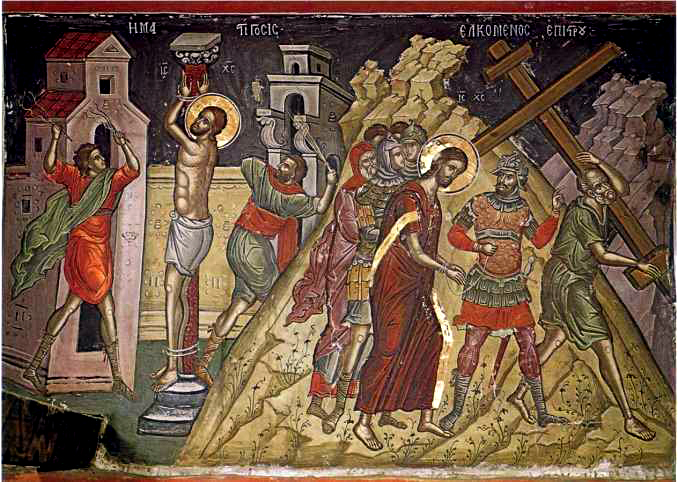
16세기 크레타의 테오파네스의, 예수님이 골고타로 이끌려 가는 이콘 (스타브로니키타 수도원, 아토스산)

보르도 순례기는 333년에 골고타에 대해 다음과 같이 언급한다: "... 왼편에는 주님께서 십자가에 못 박히신 갈고타라는 작은 언덕이 있다. 그곳에서 돌 던질 만큼 떨어진 곳에는 그의 시신이 안치되고 삼일째 되는 날 부활하신 지하 묘지(crypta)가 있다. 현재 그곳에는 콘스탄티누스 황제의 명령으로 놀랍도록 아름다운 바실리카, 즉 교회가 세워져 있다." 초기 교회의 저명한 신학자이자 콘스탄티누스 건물 초창기의 목격자인 예루살렘의 키릴로스는 골고타에 대해 8개의 개별 구절에서 언급하며, 때로는 그와 그의 청중이 모인 교회 근처라고 말한다. "여기 우리 위에 서 있는 거룩한 언덕 골고타는 우리의 시야에 증언하며: 성묘가 증언하고, 오늘날까지 그곳에 놓인 돌이 증언한다." 그리고 383년에 순례자 에제리아도 종종 다음과 같이 보고했다. "... 콘스탄티누스가 지은 교회는 골고타에 위치해 있다..." 또한 리옹의 에우케리우스 주교는 440년에 파우스투스 장로에게 다음과 같이 썼다. "골고타는 아나스타시스와 순교지 사이에 있으며, 주님의 수난 장소이다. 그곳에는 주님께서 달리셨던 바로 그 십자가를 견뎌냈던 바위가 여전히 보인다." 『예루살렘 브레비아리움』은 530년에 다음과 같이 보고한다. "그곳(바실리카 중앙)에서 골고타로 들어가면 큰 마당이 있다. 이곳에서 주님은 십자가에 못 박히셨다. 그 언덕 주위에는 은빛 병풍들이 있다." (또한 338년 에우세비우스 참조.)

## 고든의 갈보리

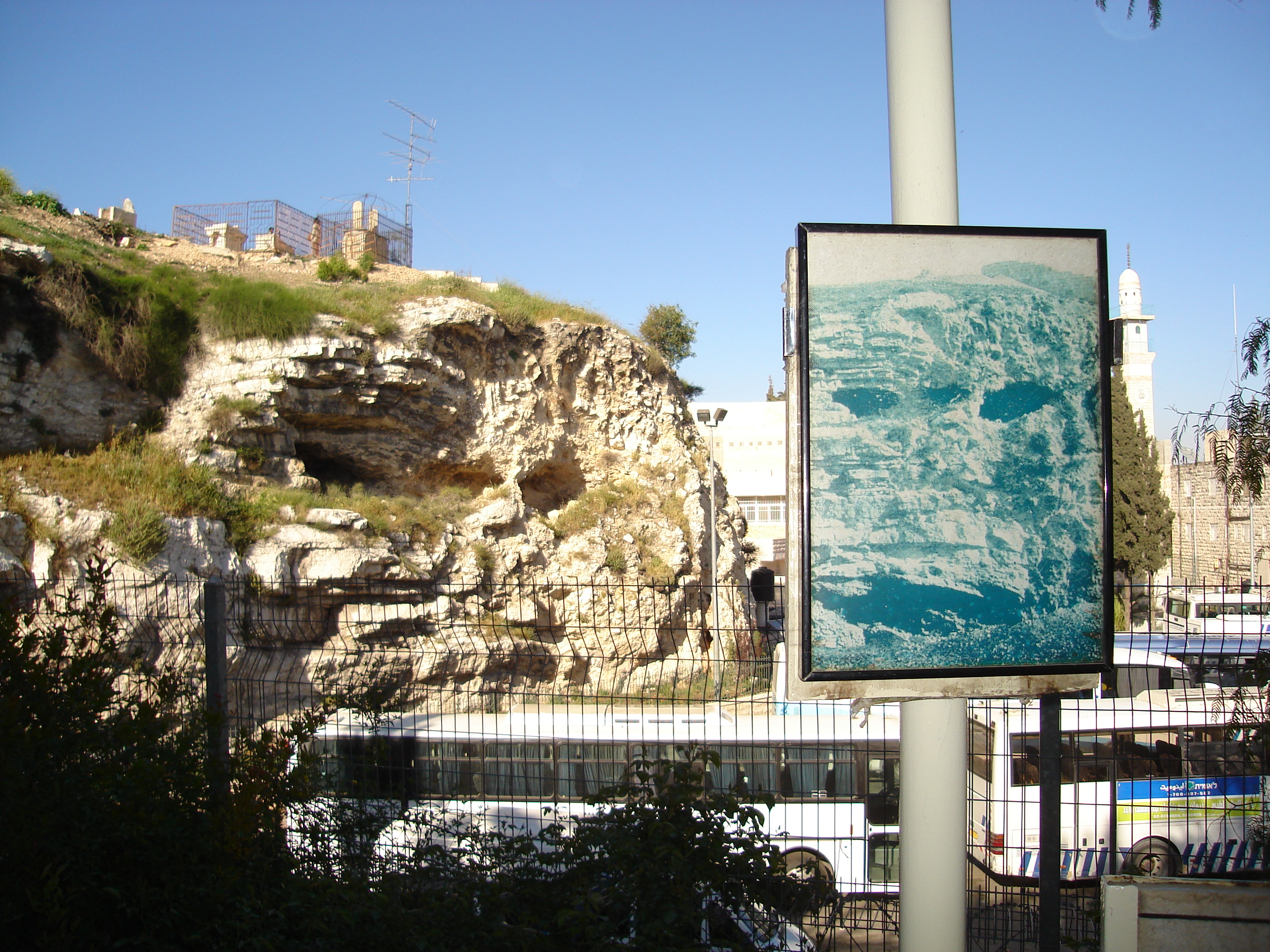
성묘교회 북서쪽, 정원 무덤 근처에 있는 해골을 닮은 바위 절벽과 비교를 위해 기둥에 걸린 1900년대 사진

1842년 드레스덴, 독일의 신학자이자 성경학자인 오토 테니우스는 다마스쿠스 문 북쪽의 바위 언덕이 성경에 나오는 골고타라는 주장을 처음으로 발표했다. 그는 에드워드 로빈슨의 연구에 크게 의존했다. 1882~83년에는 소장 찰스 조지 고든이 이 견해를 지지했으며, 이후 이 장소는 때때로 고든의 갈보리로 알려지게 되었다. 오늘날 흔히 해골 언덕으로 불리는 이 장소는 두 개의 큰 움푹 들어간 구멍이 있는 절벽 아래에 있는데, 고든은 이 구멍들이 해골의 눈을 닮았다고 보았다. 그와 그보다 앞서 몇몇 사람들은 이 해골 같은 모습 때문에 이 장소가 골고타로 알려졌을 것이라고 믿었다.
근처에는 오늘날 정원 무덤으로 알려진 고대 바위 묘지가 있는데, 고든은 이곳을 예수의 무덤으로 제안했다. 정원 무덤에는 여러 고대 매장지가 있지만, 고고학자 가브리엘 바르카이는 이 무덤이 기원전 7세기에 조성되었으며 1세기에는 이미 버려졌을 수 있다고 제안했다.
에우세비우스는 그의 시대(4세기)에 골고타가 시온산 북쪽에 위치해 있었다고 언급한다. 시온산이 이전에는 성전산 자체를 지칭하는 데 사용되었지만, 기원후 1세기 역사가이자 로마의 예루살렘 파괴 이전에 도시를 알았던 요세푸스는 시온산을 서쪽 언덕(현재의 시온산)으로 식별했으며, 이는 정원 무덤과 성묘교회 모두의 남쪽에 위치한다. 따라서 에우세비우스의 언급은 두 위치 중 어느 하나에 대한 추가적인 주장을 제공하지 않는다.

## 같이 보기
- 예수의 십자가형
- 캘거리
- 갈보리산